# Анже Тавчар
Анже Тавчар (2 грудня 1994 , Любляна ) — словенський плавець.
Учасник Олімпійських Ігор 2016 року, де змагався на дистанціях 100 і 200 метрів вільним стилем. У попередніх запливах посів, відповідно, 36-те і 39-те місця і не вийшов до півфіналів.